# Gare d'Oudenburg
La gare d'Oudenburg est une ancienne gare ferroviaire belge de la ligne 50A, de Bruxelles à Ostende située à Oudenburg, dans la commune éponyme, en Région flamande dans la province de Flandre-Occidentale.
Elle est mise en service dès 1838 par les Chemins de fer de l’État belge et ferme à tous trafics en 1984.

## Situation ferroviaire
Jusqu'à sa fermeture en 1984, la gare d'Oudenburg se trouvait au point kilométrique (PK) 108,00 de la ligne 50A, de Bruxelles à Ostende, entre les gares de Jabbeke et Zandvoorde, également fermées.

## Histoire
La station de Plasschendaele est mise en service, le 28 août 1838 par l’Administration des chemins de fer de l’État belge (future SNCB), au niveau du pont de Plassendaele.
D'abord un simple arrêt (halte) administré depuis Ostende en 1848, elle finit par devenir une gare à part entière dotée d'un bâtiment des recettes. Ce dernier date d'avant la standardisation des années 1860. En 1918, les Allemands en retraite détruisent le bâtiment qui semble avoir été réparé, en perdant son second niveau.
Au bout des quais se trouvait un pont tournant sur le canal Plassendale-Nieuport, disparu en 1983.
Encore debout en 1980, il a disparu par après. En 1983, la ligne a en effet été décalée de quelques mètres et placée sur un talus doté de deux viaducs pour faciliter la traversée du canal Plassendale-Nieuport.
À cette occasion, de nouveaux quais avec rampes d'accès vers la route ont été créés mais ne servent que quelques mois. La fermeture de la gare, proposée en 1982, devient effective en même temps que toutes les gares de la ligne 50A entre Bruges et Ostende pour l'instauration du Plan IC-IR, le 3 juin 1984. Ces quais et leurs chemins d'accès sont encore visibles en 2021.
L'ancienne gare de 1838 et une auberge se trouvaient dans un méandre du canal. Ces bâtiments ont disparu avec la surélévation des voies et l'endroit est désormais occupé par des arbres et un petit étang.

### Nom de la gare
Elle portait le nom de Plasschendaele (ancienne orthographe de Plassendale), elle est rebaptisée Oudenburg le 1er mars 1888.